# Phrynus resinae
Espèce
Synonymes
- † Tarantula resinae Schawaller, 1979

Phrynus resinae est une espèce fossile d'amblypyges de la famille des Phrynidae.

## Distribution
Cette espèce a été découverte dans de l'ambre de la République dominicaine. Elle date du Néogène.

## Publication originale
- (de) Schawaller, 1979 : Erstnachweis der Ordnung Geisselspinnen in Dominkanischen Bernstein (Stuttgarter Bernsteinsammlung: Arachnida, Amblypygi). Stuttgarter Beitraege zur Naturkunde Serie B (Geologie und Palaeontologie), no 50, p. 1-12.